# Tkhagapx
Tkhagapx - Тхагапш (rus) - és un aül del krai de Krasnodar, a Rússia. Es troba a la vora del riu Psezuapsé. És a 48 km al nord-oest de Sotxi i a 124 km al sud-est de Krasnodar.
Pertanyen a aquest aül els pobles d'Alekséievskoie, Màrino i Tatiànovka.

## Història
El nom de la vila, un antic aül xapsug, significa en adigué: Aigua de Déu. L'aül fou traslladat a conseqüència de la Guerra del Caucas (1817-1864) i al seu lloc s'hi establí l'aquarterament del 1r batalló de l'Exèrcit de la Línia del Caucas. La data de fundació de l'aül modern es considera el 4 de desembre del 1869. Als registres de l'1 de gener de 1917, el poble Boji Vodi (Aigües de Déu) apareix com a part del municipi de Tuapsé de la gubèrnia de Txernomore. Des del 26 d'abril del 1923 forma part del vólost Làzarevskoie del raion de Tuapsé. El poble fou rebatejat el 1935 amb el cognom del polític soviètic Serguei Kírov. Des de l'1 de març del 1993 té el nom l'estatus actual.